# خواکین سورویا
خواکین سورولا (به اسپانیایی: Joaquín Sorolla)؛ (زادهٔ ۲۷ فوریه ۱۸۶۳-درگذشتهٔ ۱۰ اوت ۱۹۲۳) نقاش اسپانیایی بود. سورویا در نقاشی پرتره، منظره و آثاری با مضامین اجتماعی و تاریخی تبحر داشت.
خانهٔ او در مادرید اکنون به موزه سورولا تغییر کاربری داده شده‌است.

## نگارخانه

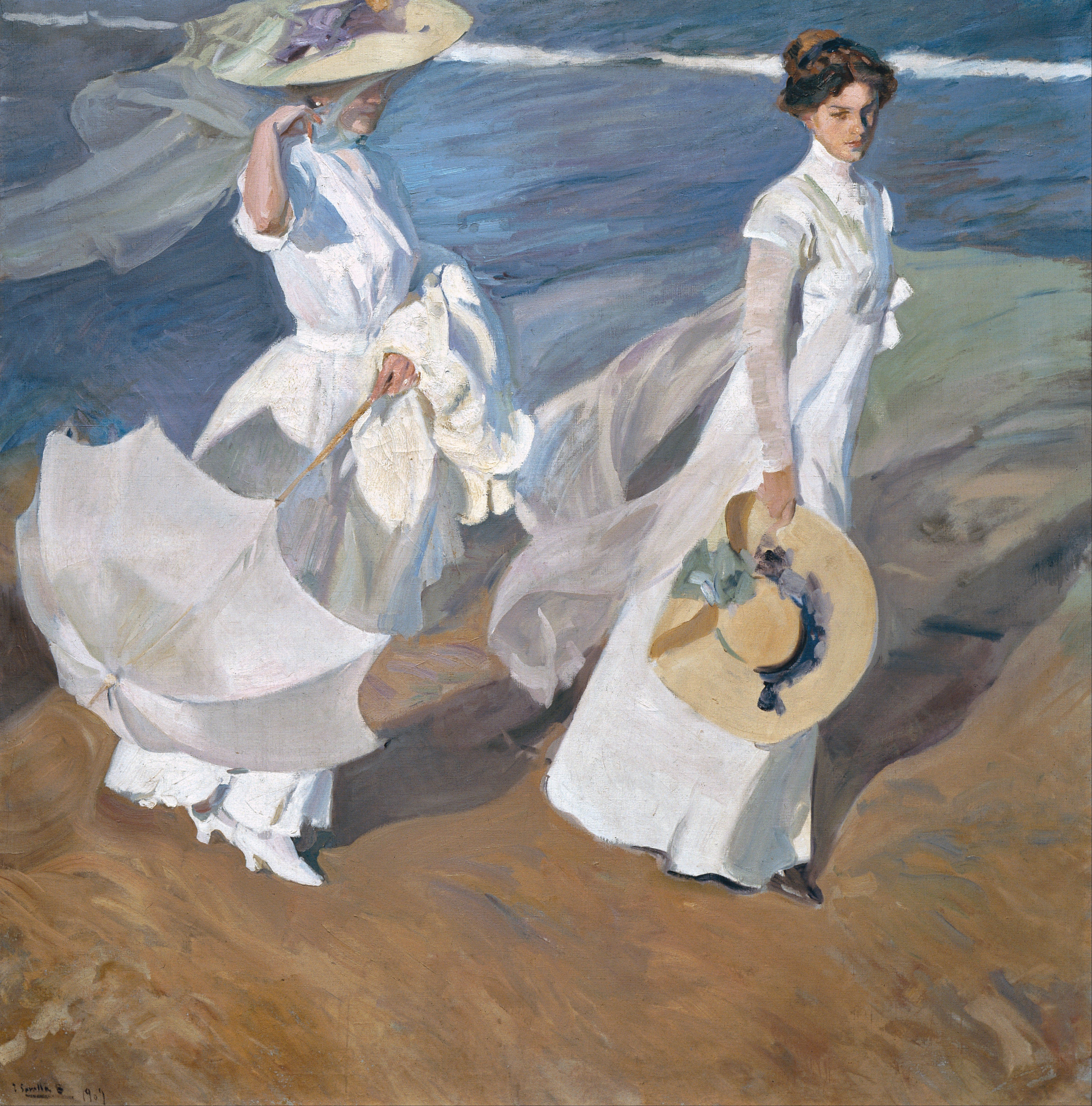
قدم زدن در امتداد ساحل ۱۹۰۹ م. موزه سورولا
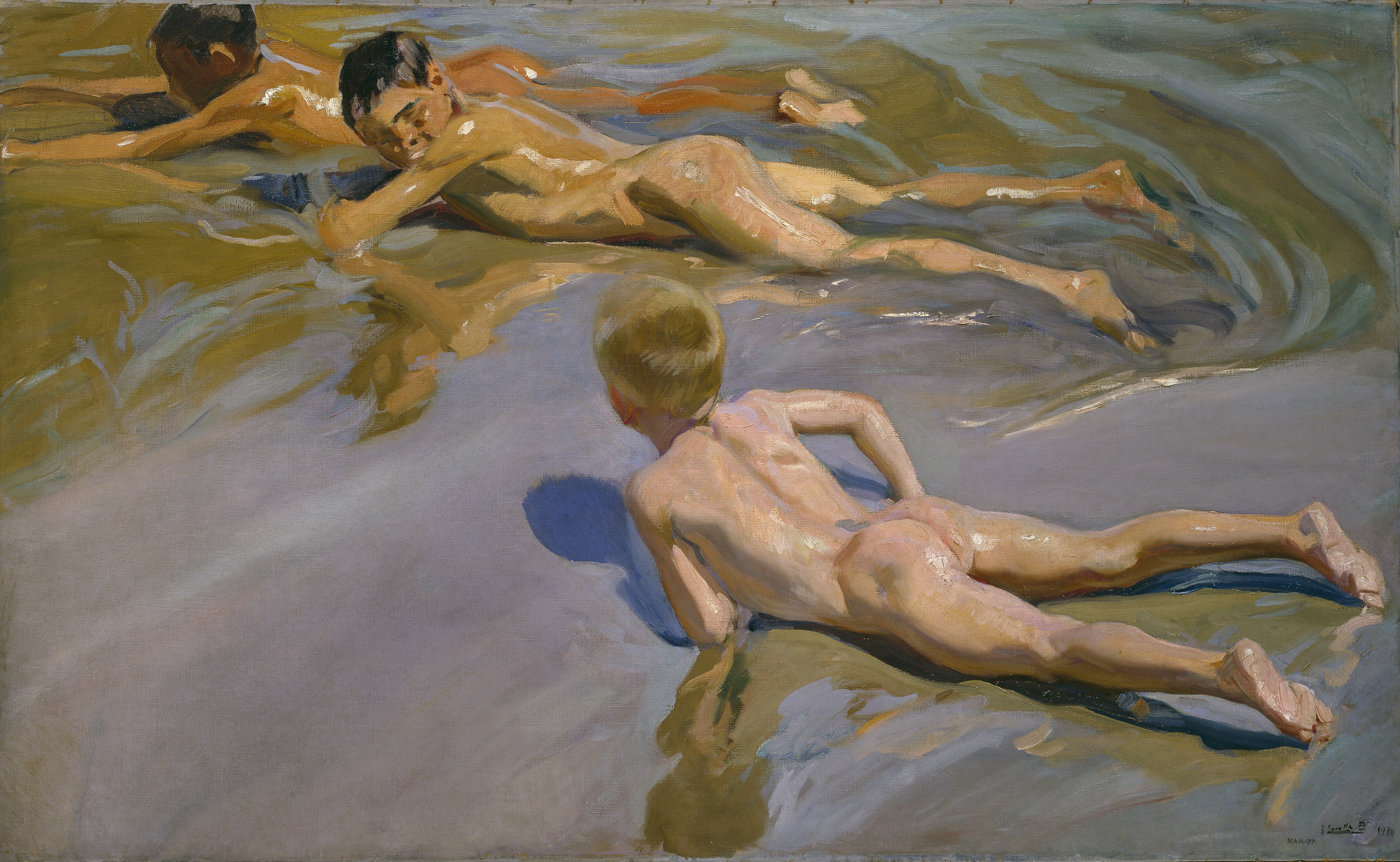
شن‌بازی بچه‌ها در ساحل ۱۹۱۰ م. موزه دل پرادو
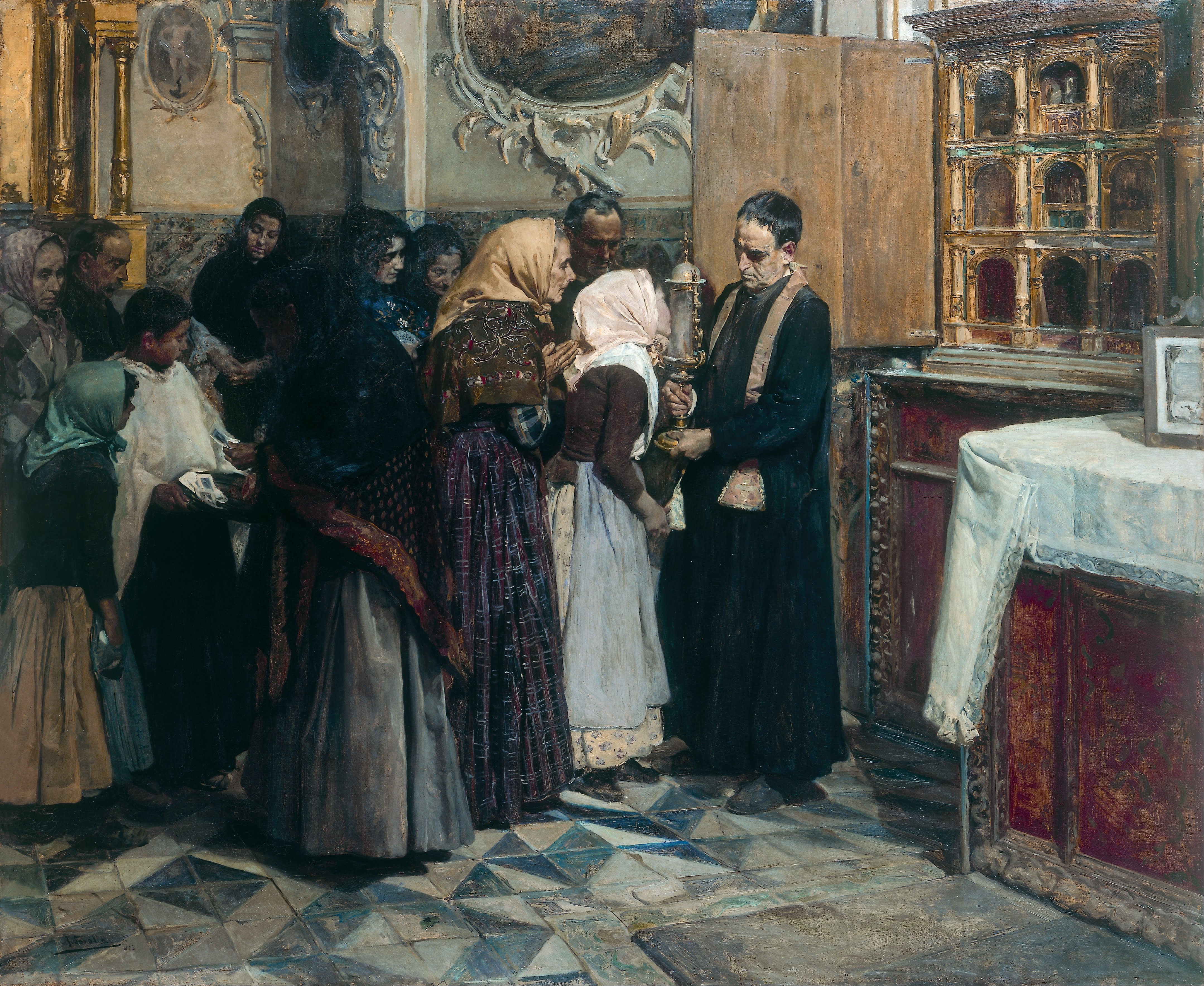
بوسه بر یادگار مقدس ۱۸۹۳ م. موزه هنرهای زیبای بیلبائو
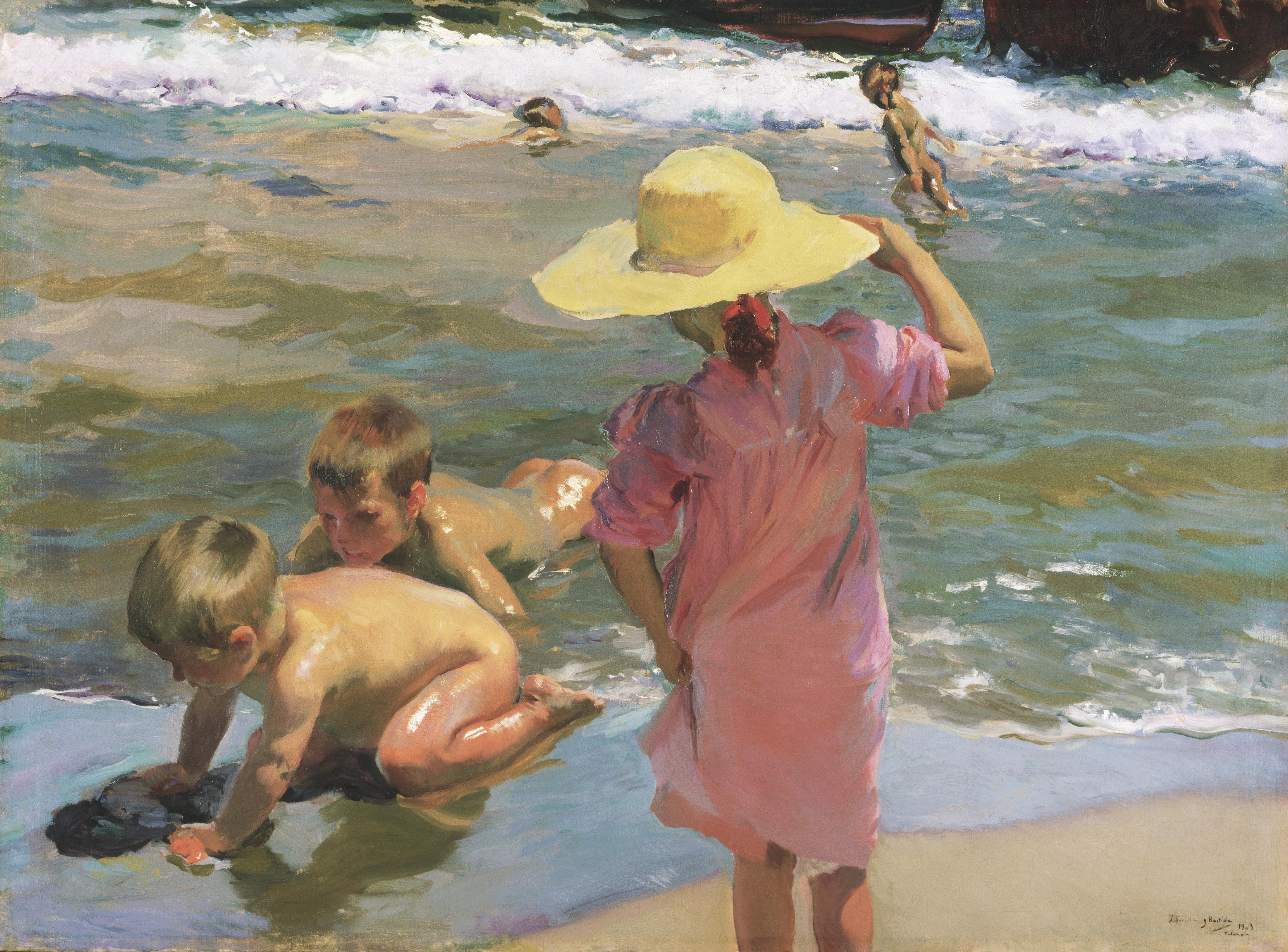
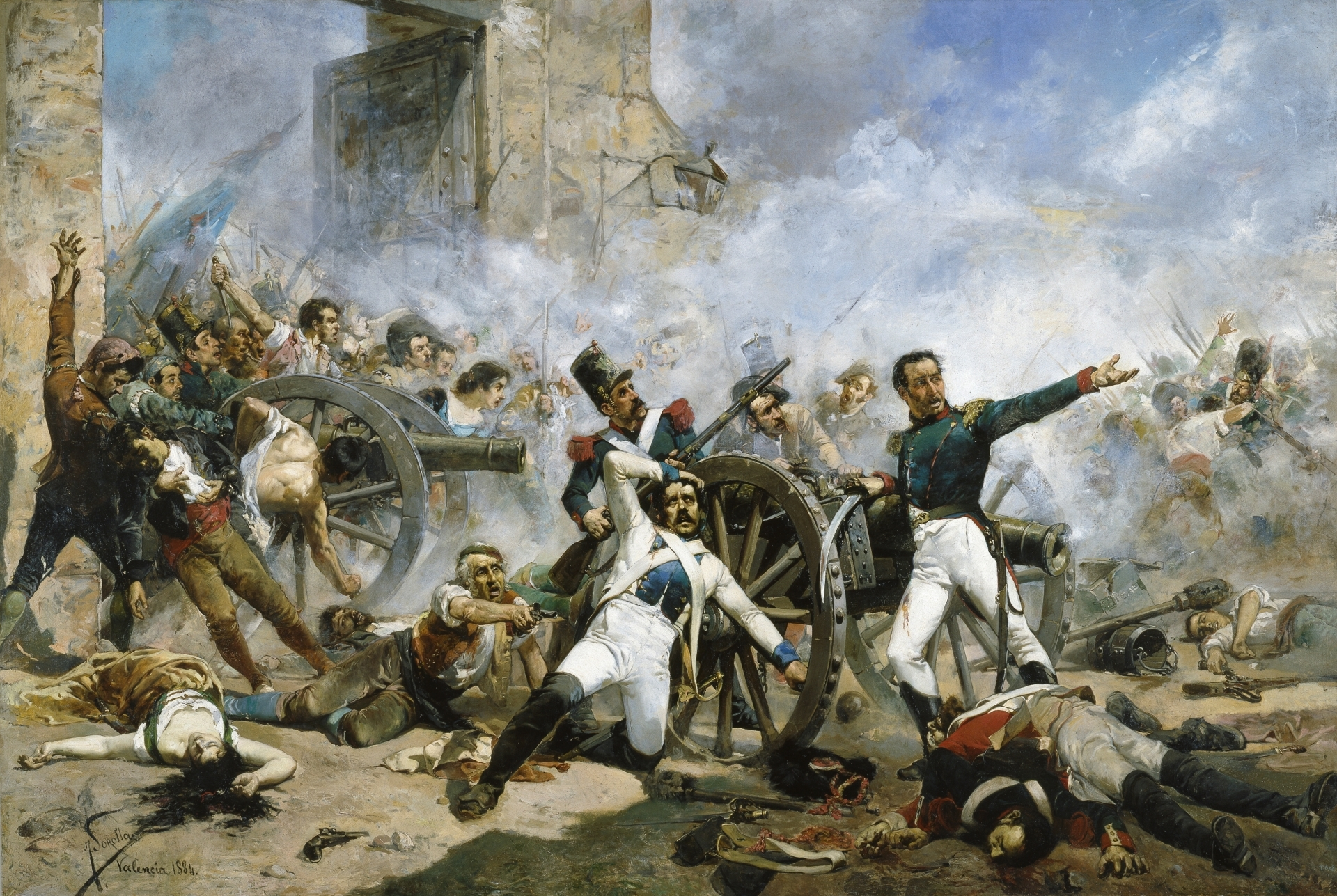
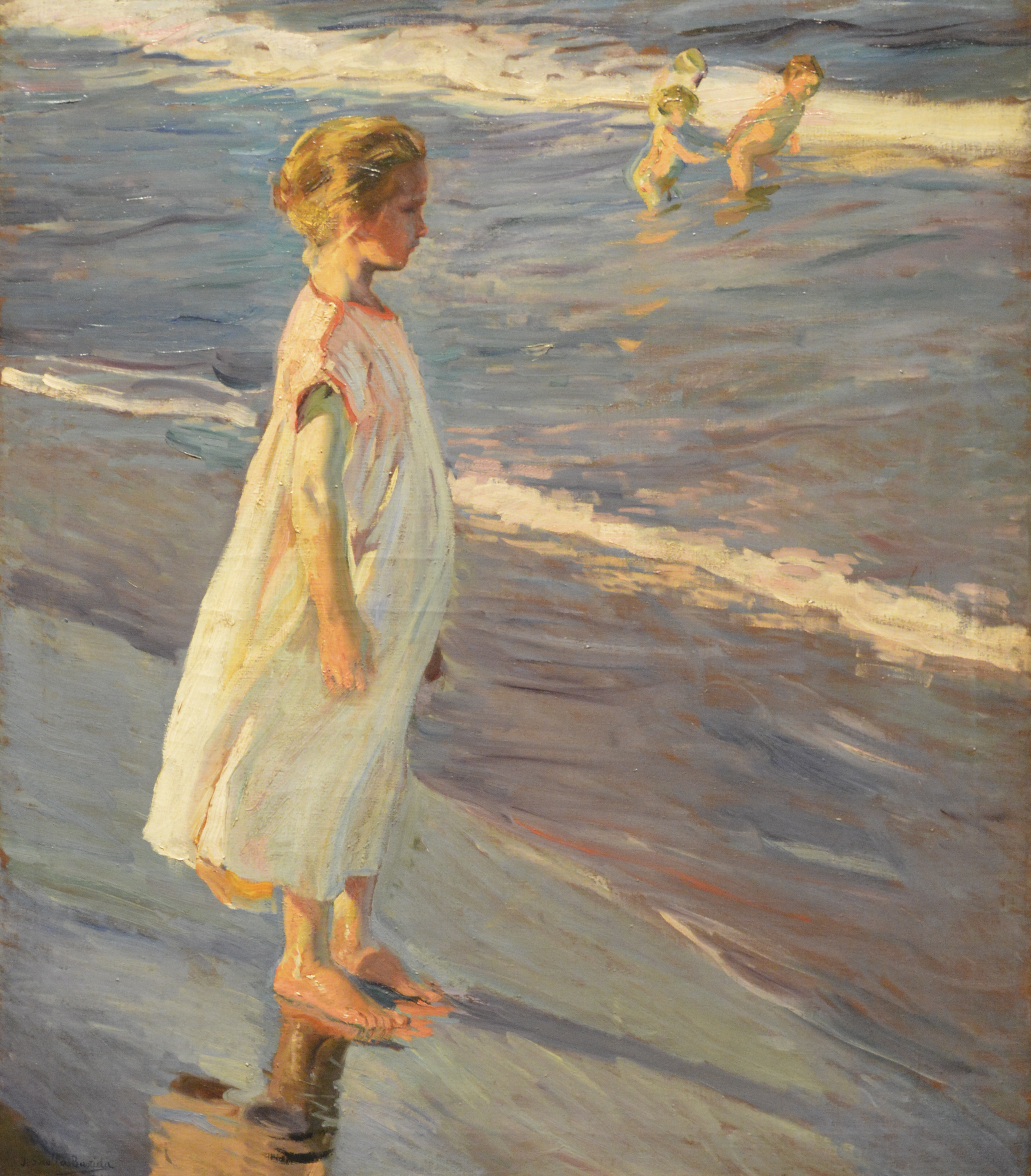
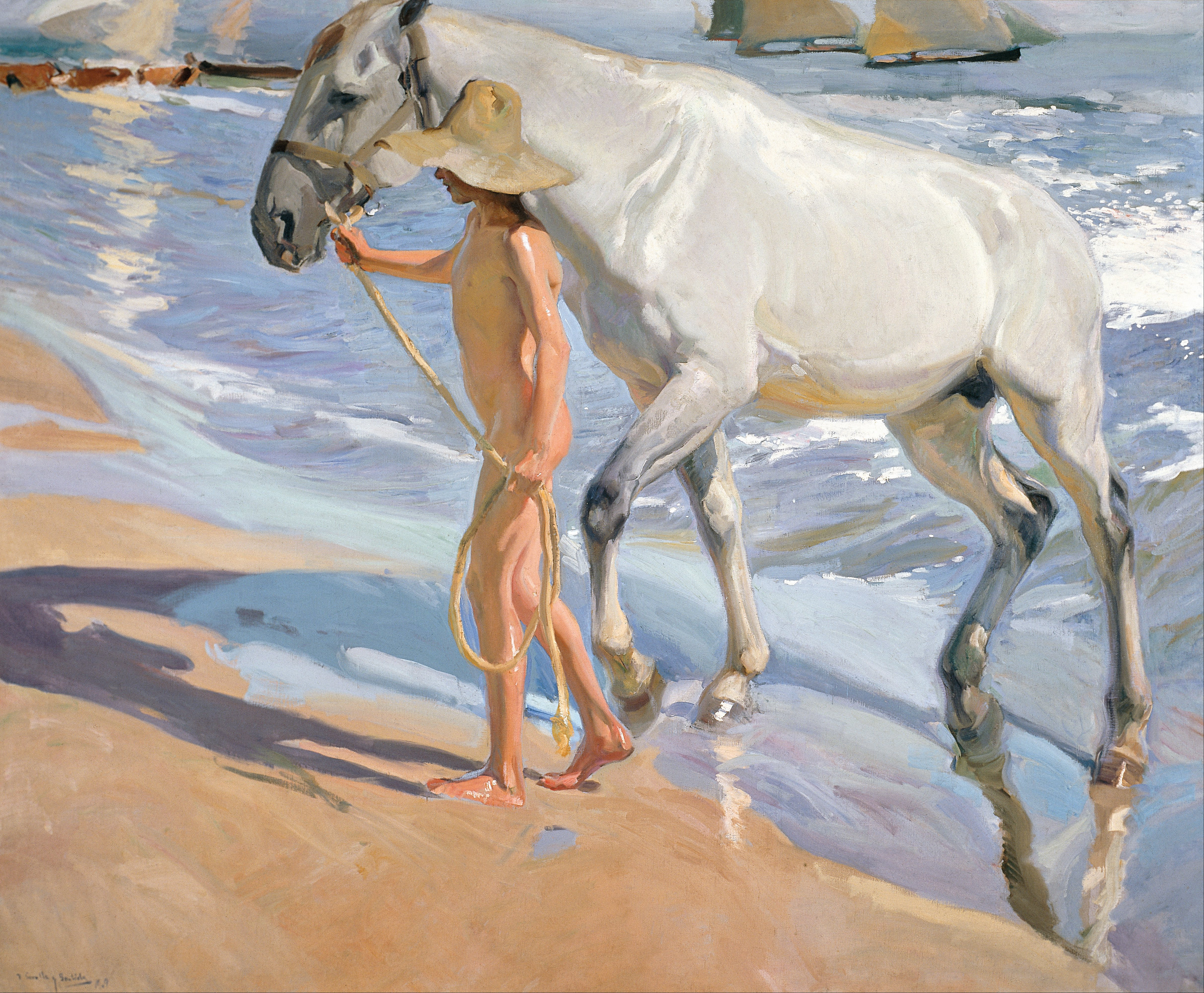
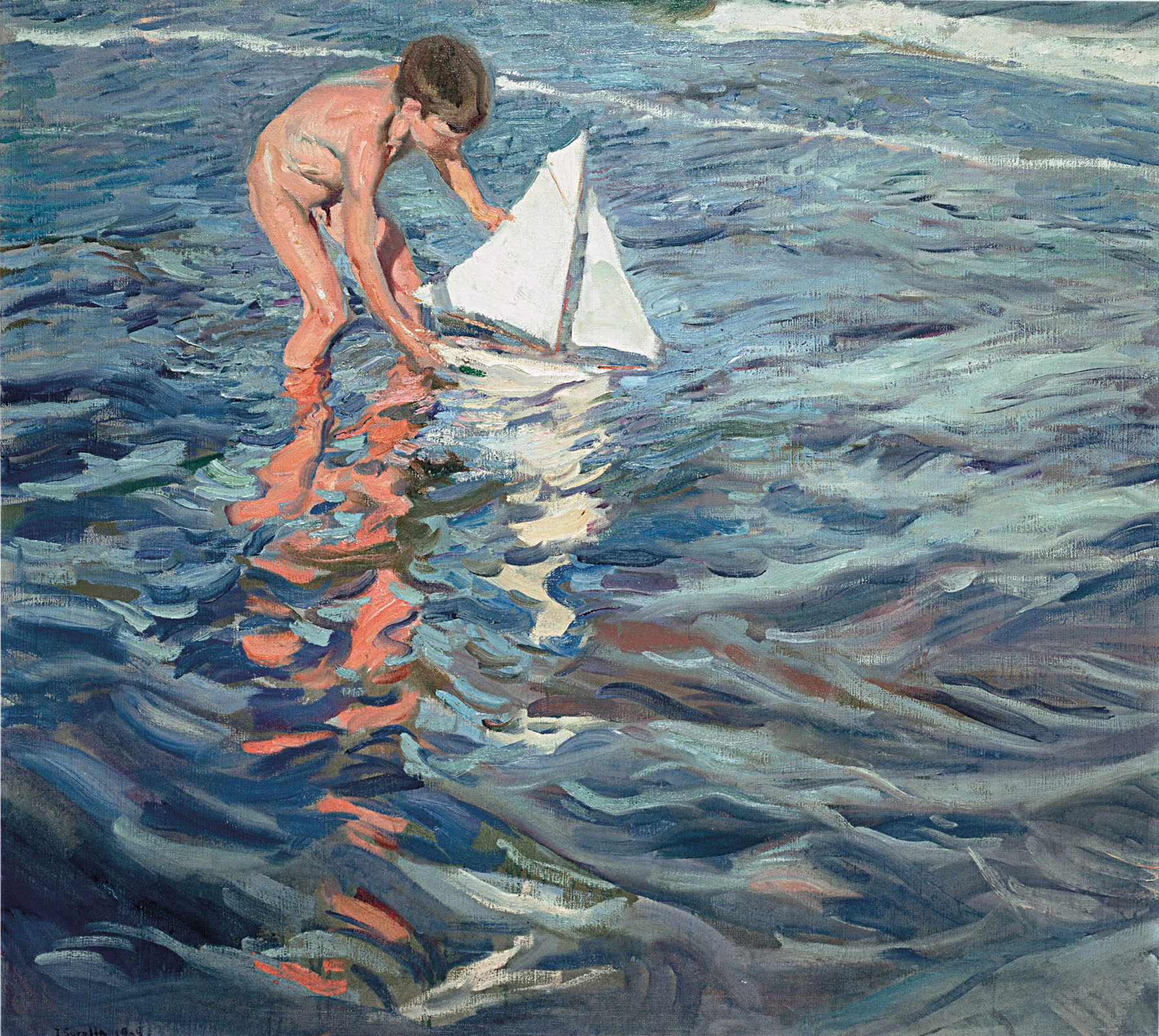
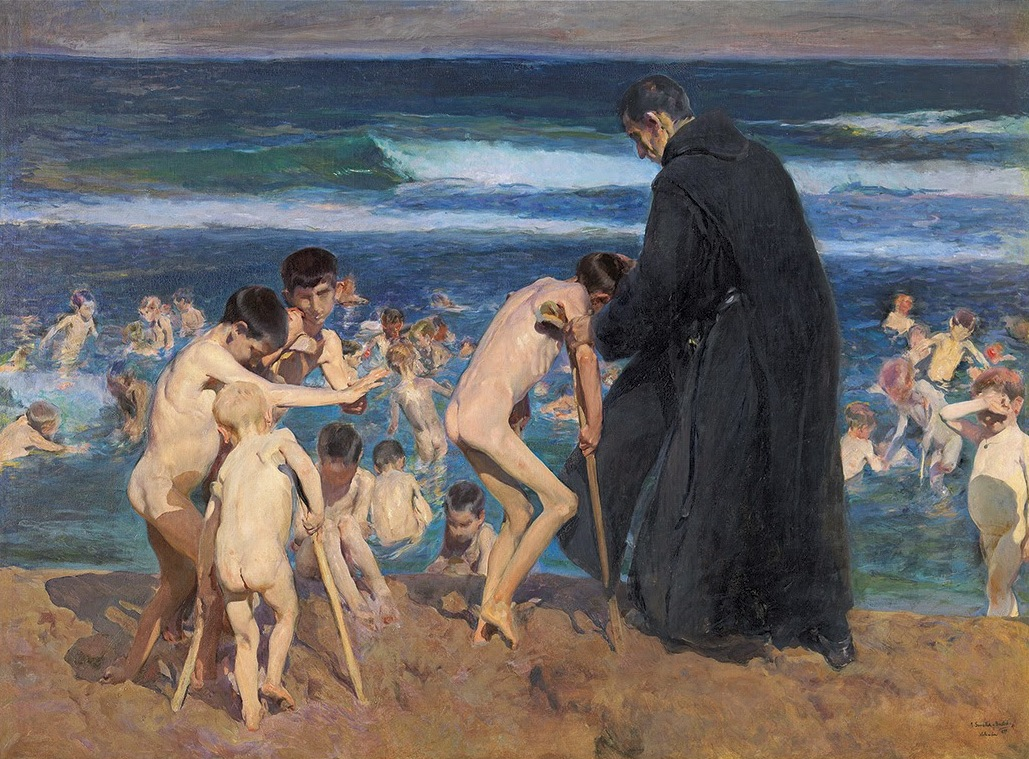
ارث اندوهناک
۱۸۹۹ م.
در مجموعهٔ خصوصی بانکیا